# Cosmo Klein

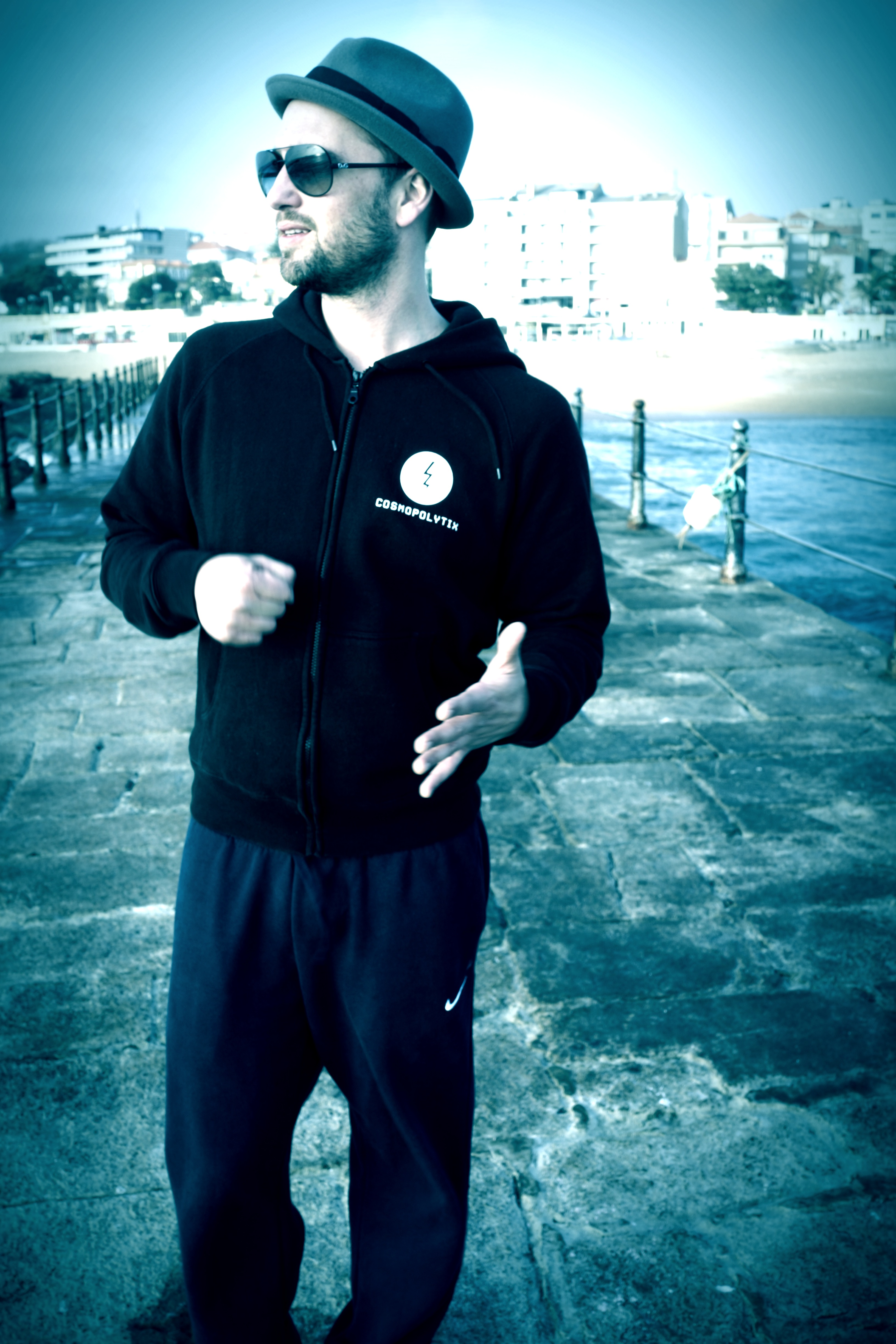
Cosmo Klein

Marcus „Cosmo“ Klein (* 1. November 1978 in Lippstadt, Nordrhein-Westfalen) ist ein Sänger und Songwriter aus Berlin.

## Solokarriere

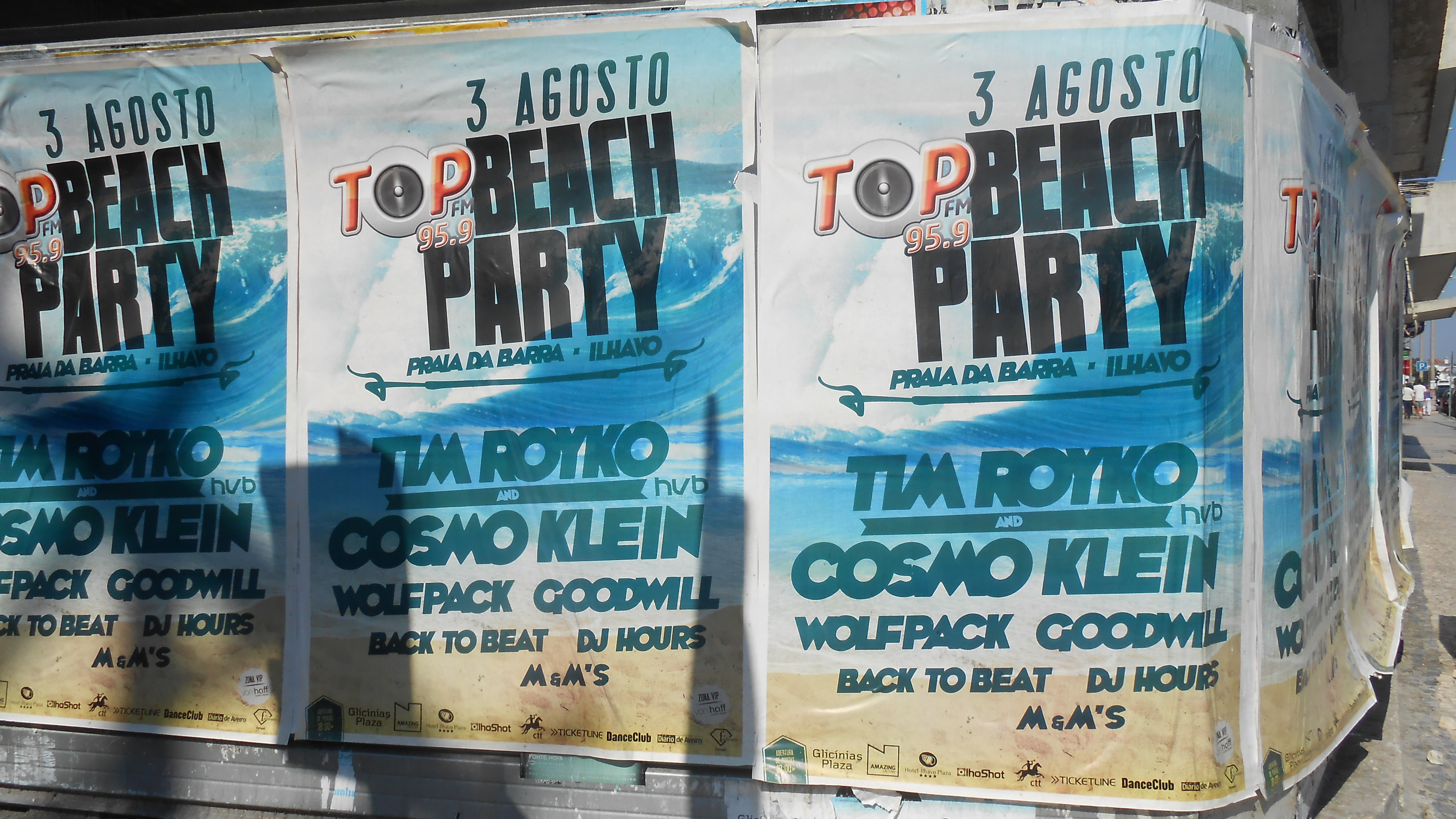
Festivalplakat in Aveiro, Portugal 2013

2003 veröffentlichte Cosmo Klein sein Debütalbum This Is My Time. Das im Sommer 2005 erschienene Duett Das Alles Ändert Nichts Daran mit der Berliner Sängerin Maya Saban erreichte die Top 20 der deutschen Single-Charts. Sein zweites Album Human und die Single Nothing to Lose wurden 2006 veröffentlicht.
Cosmo Klein lieh seine Stimme auch diversen elektronischen Projekten. So erschien 2008 der Song I'll Make You Feel auf der Germany’s Next Topmodel-Compilation.
Im September 2008 erschien die Single zusammen mit dem Kölner Produzenten Keemo Beautiful Lie mit Remixen von Inpetto, Joachim Garraud, Chuckie und Tim Royko, die sich 2011 zu einem Nummer 1. Hit in Portugal entwickelte und Klein ebenfalls in Brasilien etablieren lassen sollte.
Beautiful Lie und weitere Songs wie Feel Alive, By Tonight oder Everlasting Now, schafften es nicht nur mit Hilfe der DJ-Szene auf die weltweiten Tanzflächen, sondern erhielten auch Unterstützung von Radiosendern in mehreren Ländern wie Griechenland, Italien, Brasilien, Bulgarien, Portugal, Spanien und Russland, wodurch Klein sich zu dem sehr kleinen Kreis international erfolgreicher, deutscher Sänger zählen konnte.
Es folgten Veröffentlichungen auf Ultra Music, Armada Music, Pacha Record, Weplay Music, Kontor Records und Kleins Label Cosmopolytix.
Klein war 15 Jahren mit seiner einstigen Duettpartnerin Maya Saban liiert. Sie trennten sich laut eigenen Angaben während der Coronapandemie. Sie haben eine Tochter und einen Sohn.

## Projekte
Cosmo Klein war zudem als Songwriter für andere Künstler tätig. So schrieb er beispielsweise This Is My Time von Sasha und Herz Aus Glas von Ben. Auf dem Soundtrack zum Disney-Animationsfilm Himmel und Huhn interpretiert Cosmo den Song Mehr weiß ich nicht.

### Phunkguerilla
Die Phunkguerilla ist ein Netzwerk bestehend aus europäischen Musikern und Komponisten, welches in so genannten Guerilla Sessions Ideen live auf der Bühne sammelt, die anschließend von Cosmo Klein und Claus Fischer (Bass) im Studio umgesetzt und aufgenommen werden. Anfang 2013 veröffentlichte Klein das Album Let’s Work! der Phunkguerilla auf seinem eigenen Label Cosmopolytix. Im Mai 2017 folgte das zweite Album Kingdom on Fire. Ende 2019 startete das Projekt Purple for Life, eine Tribute to Prince. Sie gingen unter anderem mit Hanno Busch, Peter Weniger, Florian Menzel, Hardy Fischötter und Till Sahm auf Tour, welche jedoch durch die COVID-19-Pandemie unterbrochen wurde.

### The Campers
The Campers ist eine Band, deren Besetzung sich regelmäßig ändert. Cosmo Klein nimmt Songs in seinem Wohnmobil mit verschiedenen Musikern wie z. B. Hanno Busch, Daniel Stelter oder Brian Frasier-Moore auf und tritt mit diesen auch gelegentlich auf.

### The London Palladium Marvin Gaye Show
Das Projekt widmete sich dem Soulsänger Marvin Gaye. Zu der Band bzw. der Tour gehörten:
- Claus Fischer (Bass)
- Hanno Busch (Gitarre)
- Jost Nickel (Schlagzeug)
- Till Sahm (Keyboard)
- Florian Menzel (Trompete)
- Peter Weniger (Saxophon)

## Diskografie

### Alben
- 2003: This Is My Time
- 2006: Human
- 2013: Let's Work – The Phunkguerilla & Cosmo Klein
- 2017: Kingdom on Fire – The Phunkguerilla & Cosmo Klein
- 2023: Soul Fiction – Cosmo Klein & the Campers

### Singles
- 2003: All I Ever Need (EAST WEST)
- 2003: Baby Don't Cry (EAST WEST)
- 2004: Addicted (WEA)
- 2005: Das alles ändert nichts daran – mit Maya Saban (Virgin REC.)
- 2005: Kiss U (the Last Kiss) – Projekt CAS vs. Lil' Cee (WEA)
- 2006: Nothing to Lose (105 Music / Sony Music)
- 2006: I Love You (105 Music / Sony Music)
- 2008: Beautiful Lie – Keemo & Tim Royko feat. Cosmo Klein (Alphabet city/Kontor)
- 2010: My Belief – Syke n Sugarstarr feat. Cosmo Klein (Weplay Rec.)
- 2010: Sexual Insanity – Tim Royko feat. Cosmo Klein (Pacha Rec.)
- 2011: Feel Alive – Jean Elan feat. Cosmo Klein (Weplay Rec.)
- 2011: No Satisfaction – Syke n Sugarstarr feat. Cosmo Klein
- 2011: Everlasting Now – Tim Royko feat. Cosmo Klein (RUN DBN)
- 2012: By Tonight – Cosmo Klein
- 2012: Gimme some love – Mark Bale feat. Cosmo Klein (Weplay Rec.)
- 2012: All About Us – Jean Elan & Cosmo Klein
- 2013: Pray Now ! – The Phunkguerilla & Cosmo Klein (Cosmopolytix)
- 2013: Too Good to Be True – The 8th Note & Nilson feat. Cosmo Klein
- 2013: Big City Nights – Cosmo Klein & Tim Royko (Cosmopolytix)
- 2014: Hopefully – Sebestian Serrano & Cosmo Klein (Tiger Rec.)
- 2014: Diggin For Gold – Cosmo Klein (Kittball Rec.)
- 2014: Back Home – MYNGA feat. Cosmo Klein (Sony / Capitol / Universal)
- 2015: When Doves Cry – YNOT feat. Cosmo Klein (Monkey Island Rec.)
- 2016: Dreams – Cosmo Klein (Holotrax)
- 2021: Nothing Compares 2 U (Universal)